# Palmlilja
Palmlilja (Yucca gloriosa) är en sparrisväxtart som beskrevs av Carl von Linné. Palmlilja ingår i släktet palmliljor, och familjen sparrisväxter.

## Underarter
Arten delas in i följande underarter:
- Y. g. gloriosa
- Y. g. tristis

## Bildgalleri

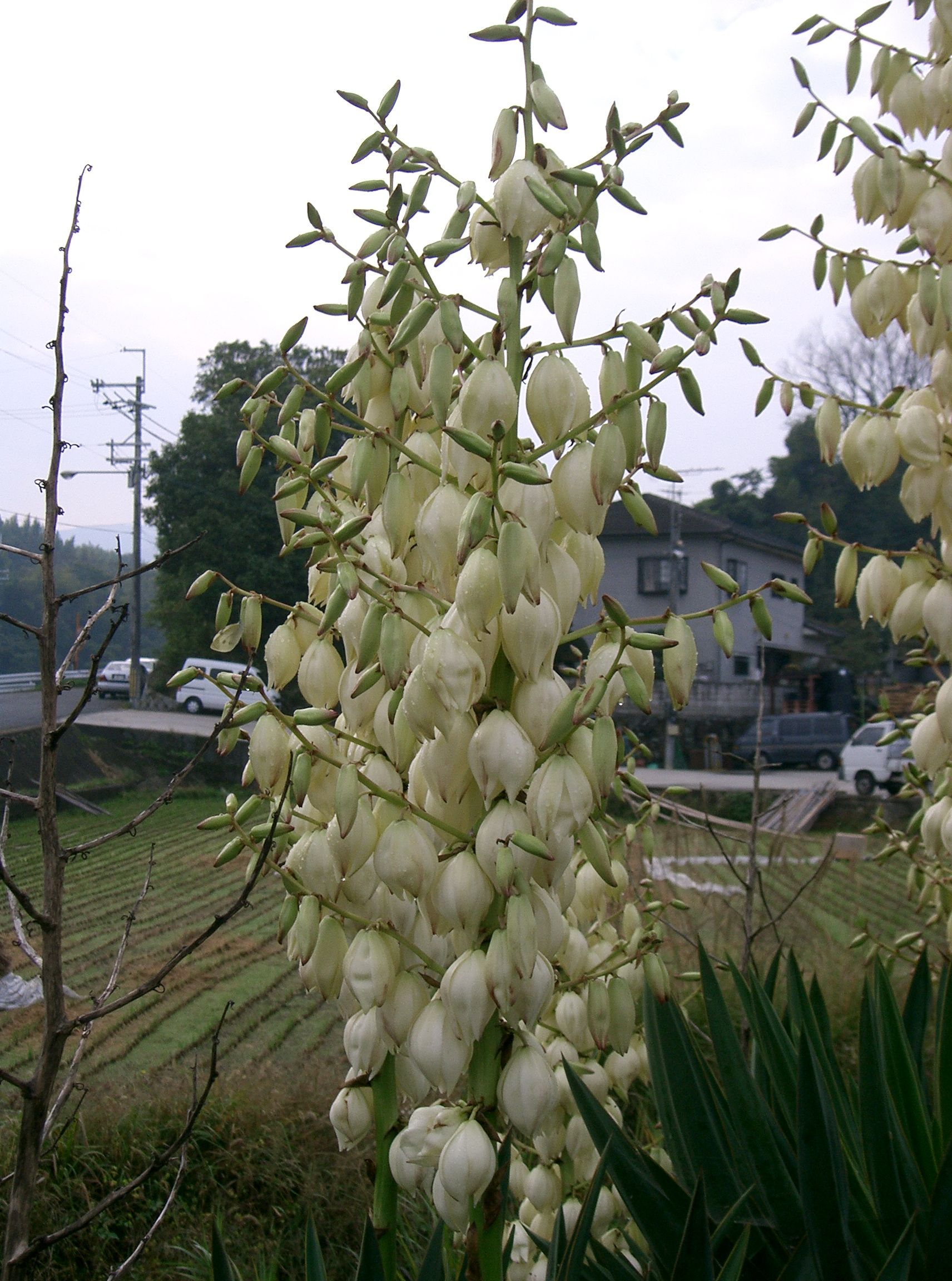
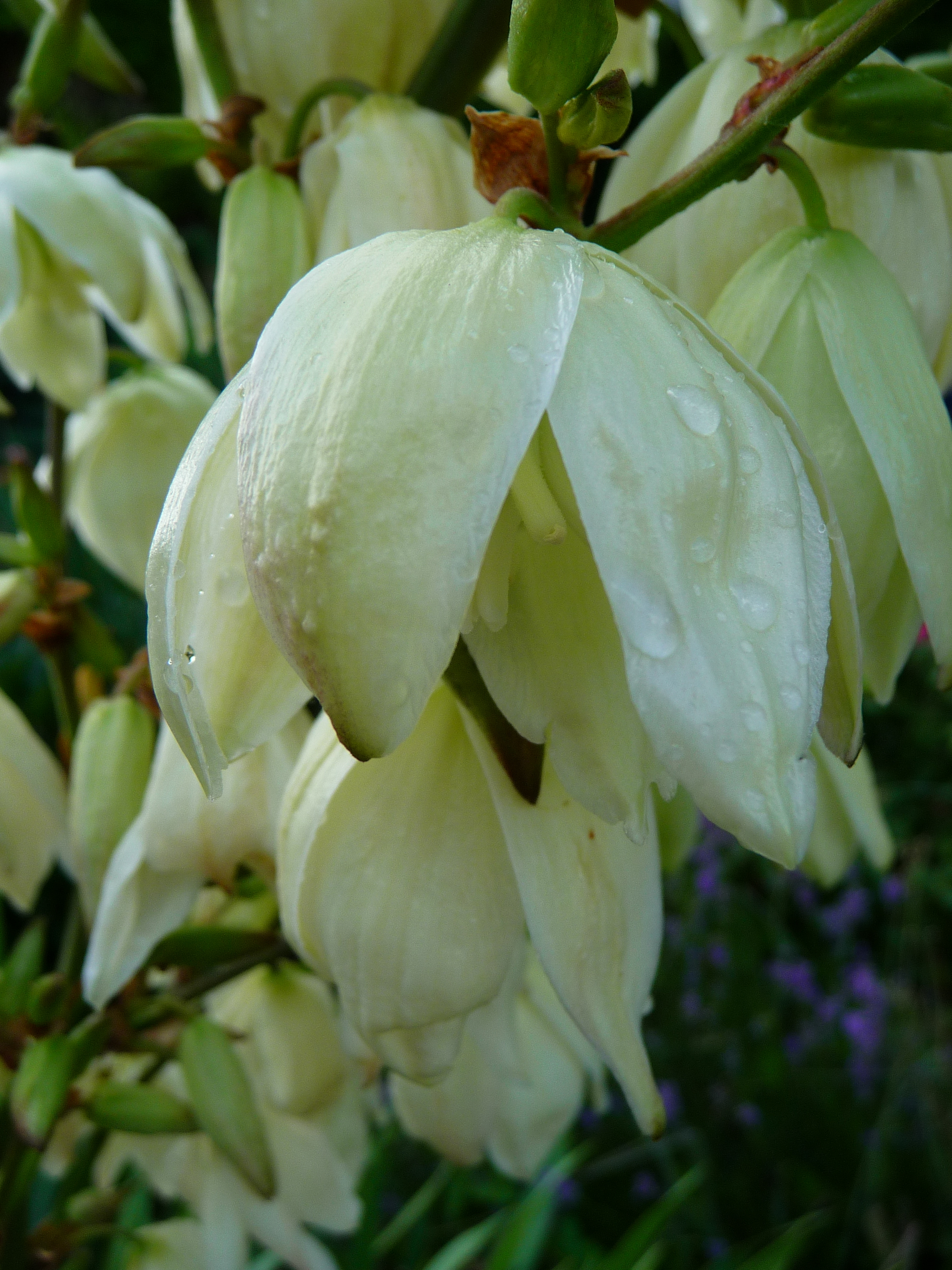
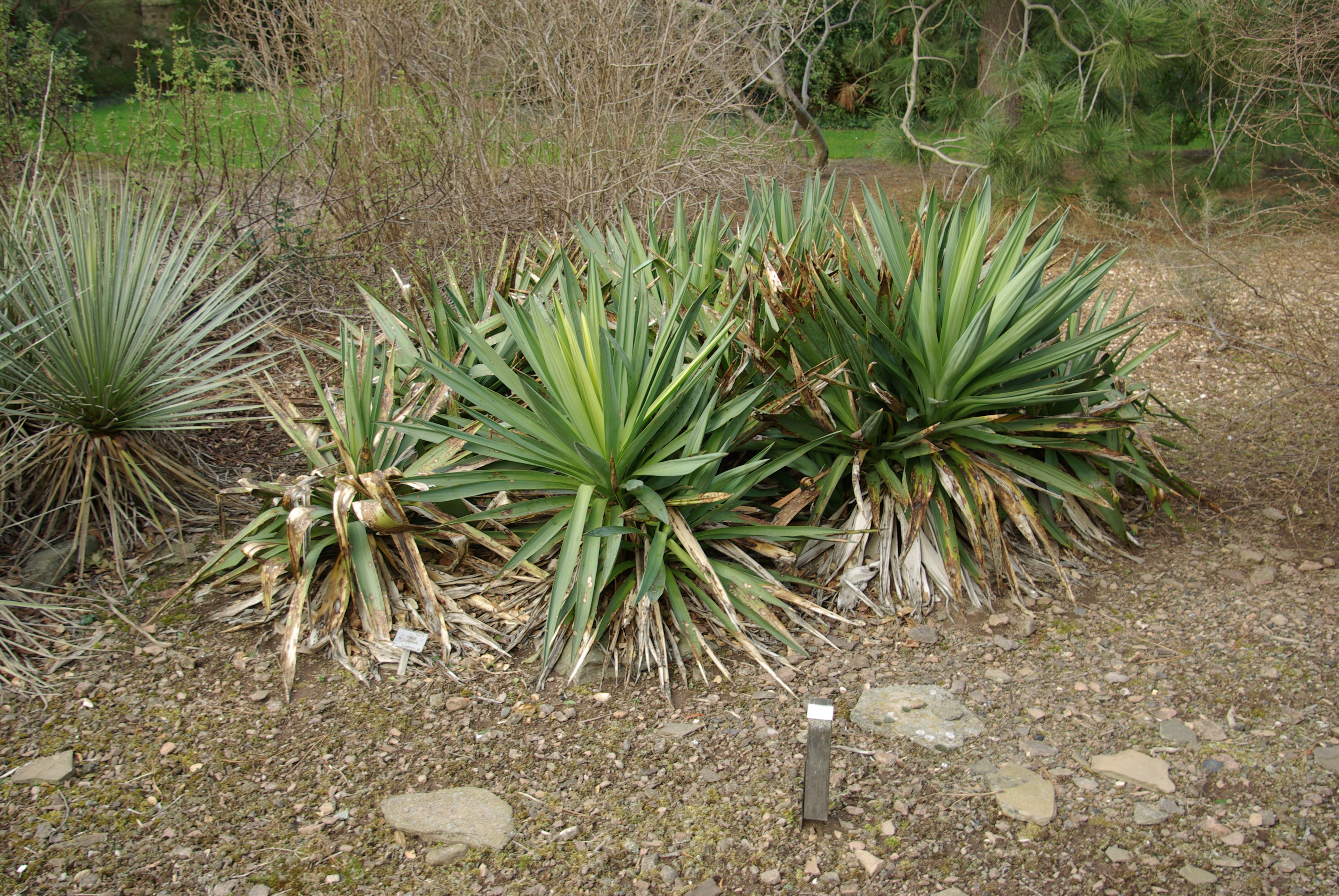
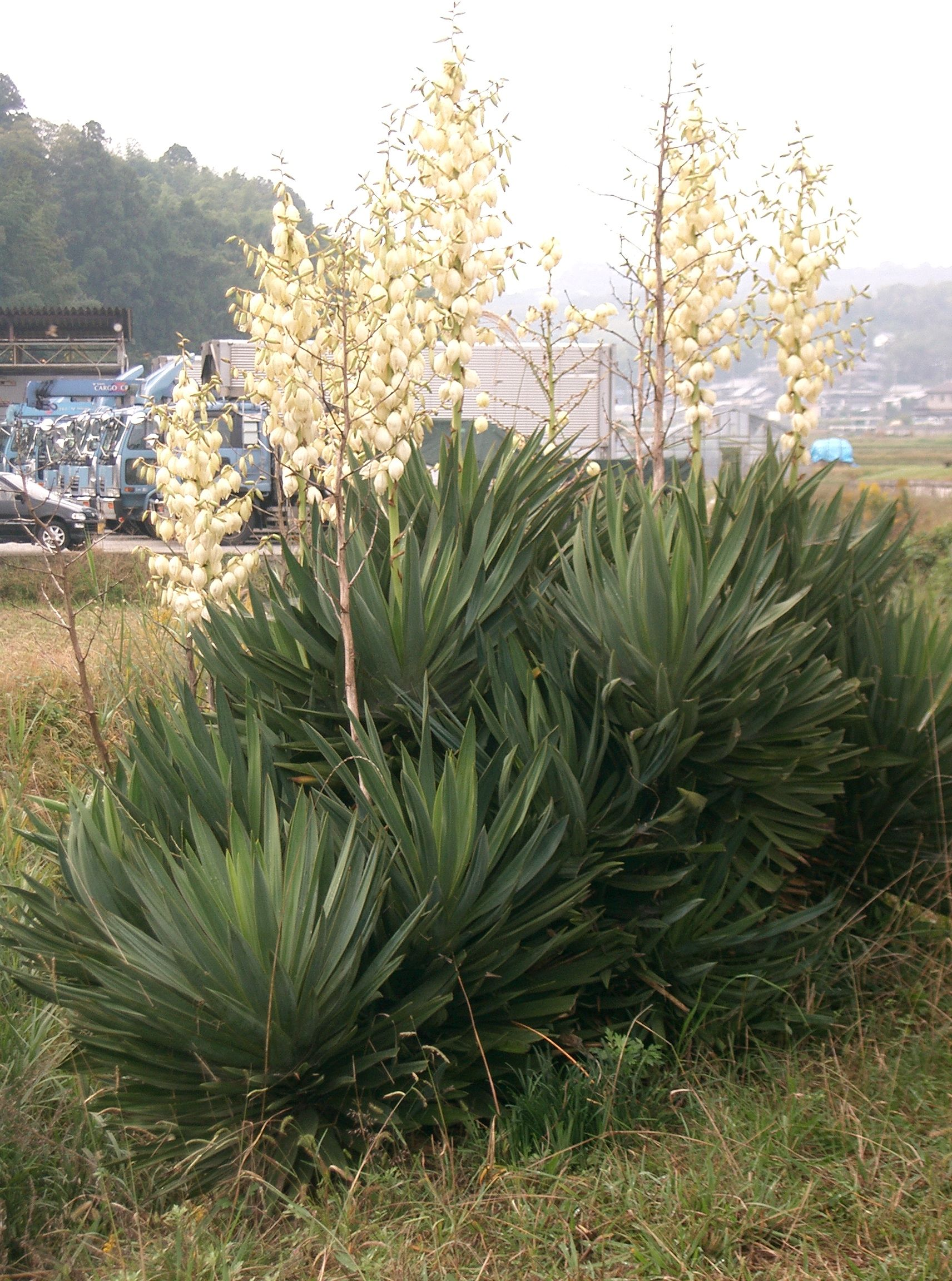
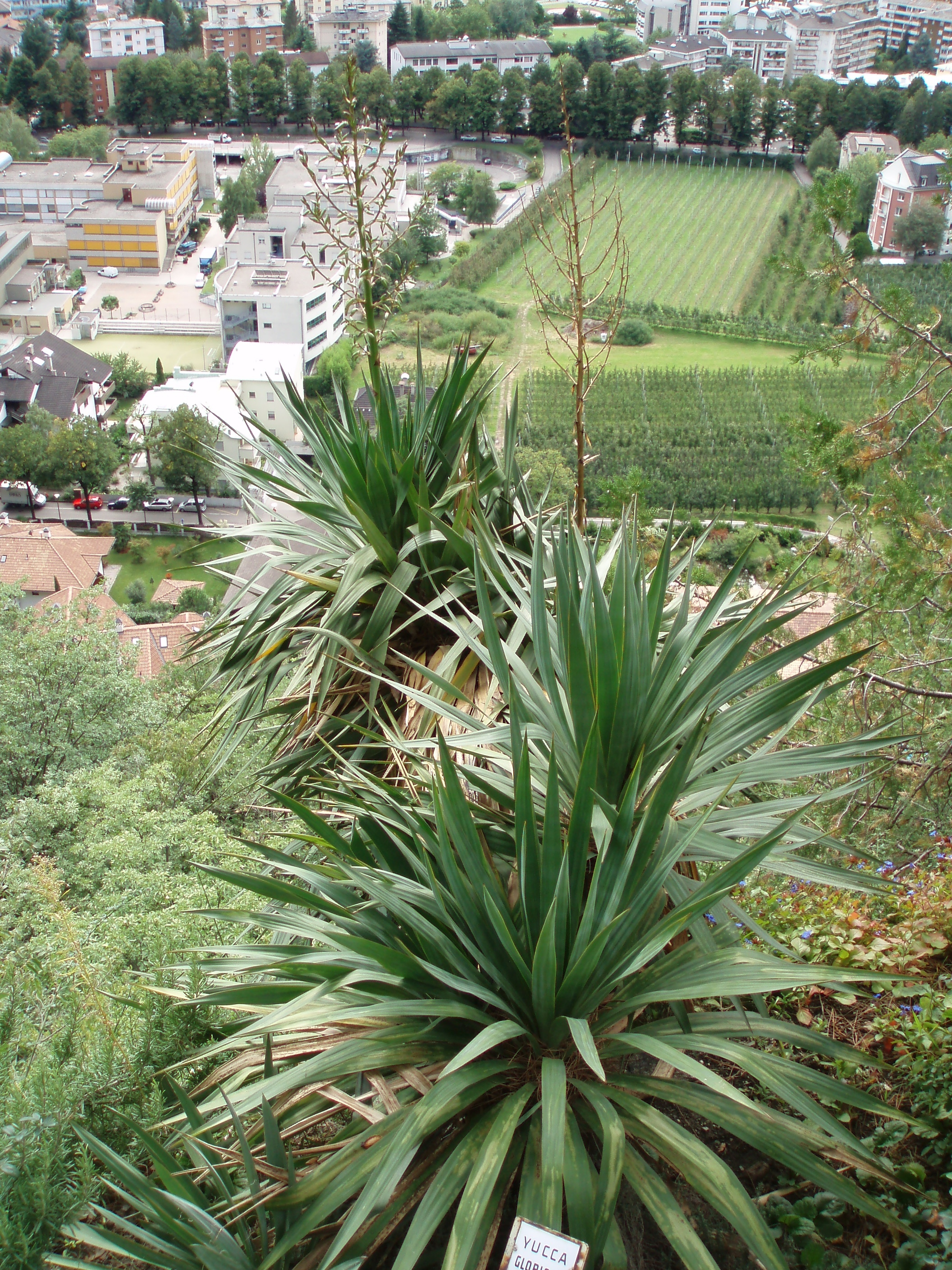
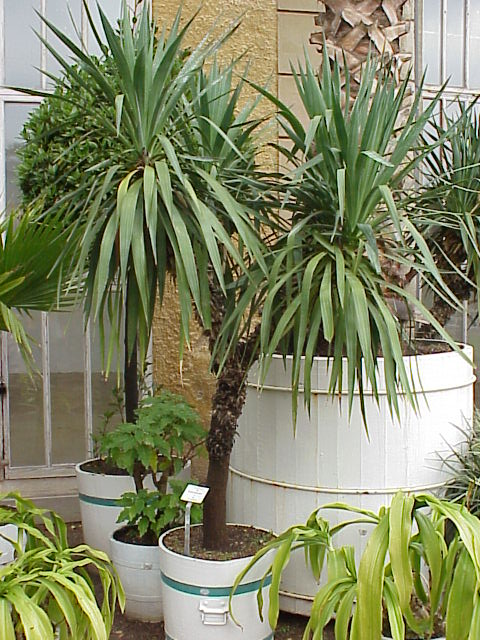